# Sorry for Party Rocking (canção)
"Sorry for Party Rocking" é uma canção do grupo americano LMFAO lançado como quarto single do álbum Sorry for Party Rocking (2011) em 4 de novembro de 2011 pela Interscope Records. A música foi composta e produzida por Stefan Kendal Gordy.
A canção apresenta a mesma linha das músicas anteriores do grupo.

## Videoclipe
Em uma entrevista o canal irlandês TG4, Redfoo afirmou que eles estão trabalhando no vídeo da música. Antes que esta canção foi lançada como single, Redfoo também disse que '"Sorry for Party Rocking" é a música favorita.
Em 4 de Novembro de 2011 o Walmart Soundcheck Live fez upload de vídeo no YouTube por LMFAO. O vídeo mostra LMFAO tocando a música Sorry for Party Rocking ao vivo em um concerto enquanto Shuffling (dançavam) com a música. No vídeo, eles são rodeados por várias pessoas dançando, juntamente com FartBoXQ, uma menina e três outros homens. O vídeo termina com a multidão de fãs aplaudindo e LMFAO vai para fora do palco.Atualmente foi lançada a versão oficial do videoclipe, no qual Redfoo está fazendo uma festa, e quando seu vizinho pede para que ele abaixe o som, ele faz o contrario,e liga outra música(Sorry For Party Rocking). No clipe a música se mostra viciante a todas as pessoas que entram na casa e até mesmo aquelas que não sabiam dançar começaram a dançar também. A música Sorry For Party Rocking é a "parte 1" da história, e tem como continuação a música Party Rock Anthem (essa começa com um garoto dançando a música que Redfoo teria deixada ligada em seu celular que foi apanhado pelo garoto no fim videoclipe da música Sorry For Party Rocking).
O videoclipe oficial foi lançado no site VEVO em 21 de fevereiro de 2012.

## Faixas
| CD Single |                           |         |  |
| N.º       | Título                    | Duração |  |
| 1.        | "Sorry for Party Rocking" | 3:23    |  |

| Download digital (Remixes) |                                                    |         |  |
| N.º                        | Título                                             | Duração |  |
| 1.                         | "Sorry for Party Rocking" (R3hab Remix)            | 5:12    |  |
| 2.                         | "Sorry for Party Rocking" (Nash & Silcox Remix)    | 5:04    |  |
| 3.                         | "Sorry for Party Rocking" (Gigi Barocco Remix)     | 4:39    |  |
| 4.                         | "Sorry for Party Rocking" (D'Anconia Remix)        | 3:31    |  |
| 5.                         | "Sorry for Party Rocking" (Wolfgang Gartner Remix) | 5:37    |  |
| 6.                         | "Sorry for Party Rocking" (Ricky Luna Remix)       | 5:08    |  |

## Créditos
- Vocais – LMFAO
- Produtor – Redfoo
- Letra – Stefan Kendal Gordy, Skyler Husten Gordy, Erin Beck
- Gravadora: Interscope